# Reull Vallis
Reull Vallis est une haute et large vallée de Mars de 1 052 km de long, elle fait partie d'un système d'écoulement du quadrangle d'Hellas dans l'hémisphère sud de Mars..

## Désignation
Les grandes vallées martiennes reçoivent un nom rattaché à Mars ou bien la traduction du mot étoile dans diverses langues. En 2006, l'Union astronomique internationale (UAI) officialise le nom de  Reull Vallis qui en gaélique se traduit par étoile.

## Géologie

### Cartographie
La région de Reull Vallis comprend des hautes terres, des plaines volcaniques et sédimentaires, des dépôts de fond de chenal et des matériaux de surface et de masse. Reull Vallis fait partie des quatre principaux systèmes de canaux d'écoulement avec les vallées Dao, Niger et Harmakhis. Sa région source est dans les hautes terres de Promethei Terra, la vallée s'étend sur 1 052 km en direction de la région orientale de Hellas Planitia, où elle creuse les hauts plateaux cratérisés. Sa largeur est d'environ 20 km et sa profondeur peut atteindre jusqu'à 1 800 km. Au sud, son affluent Teviot Vallis la rejoint et a probablement élargi la fin du canal principal (segment 3) .   

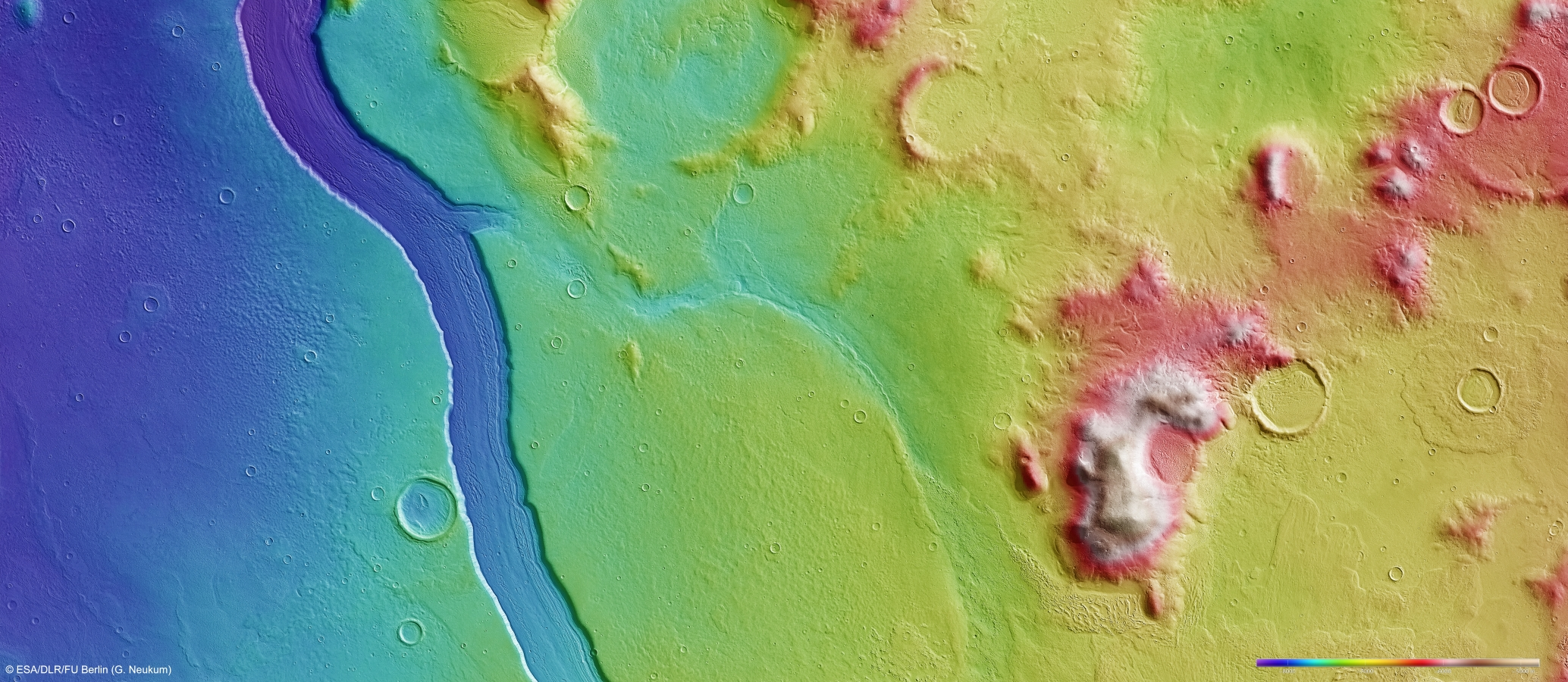
Canal principal en bleu près des hautes terres de Promethei Terra aux sommets montagneux lisses, doux et arrondis

### Formation
Les différentes études de la région orientale d'Hellas Planitia où se trouve le terminus de Reull Vallis, suggèrent une formation complexe d'activité tectonique, volcanique, fluviatile, éolienne et glaciaire avec un processus de mouvement de masse, effondrement de surface et d'écoulement d'eau. Reull Vallis, comme les principaux canaux d'écoulement de la région orientale d'Hellas Planitia, a pu être formée par les fluides de surface et de subsurface. Elle présente comme pour les autres canaux principaux un bassin source relié au canal par des zones de plaines effondrées et érodées. Elle a possiblement eu une connexion souterraine avec Harmakhis Vallis actuellement recouverte par un large tablier de débris.                        

### Morphologie

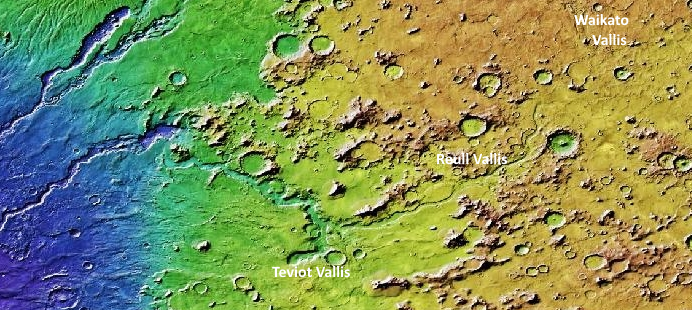
Waikato Vallis zone source de Reull Vallis et Teviot Vallis (intersection segments 2 et 3)

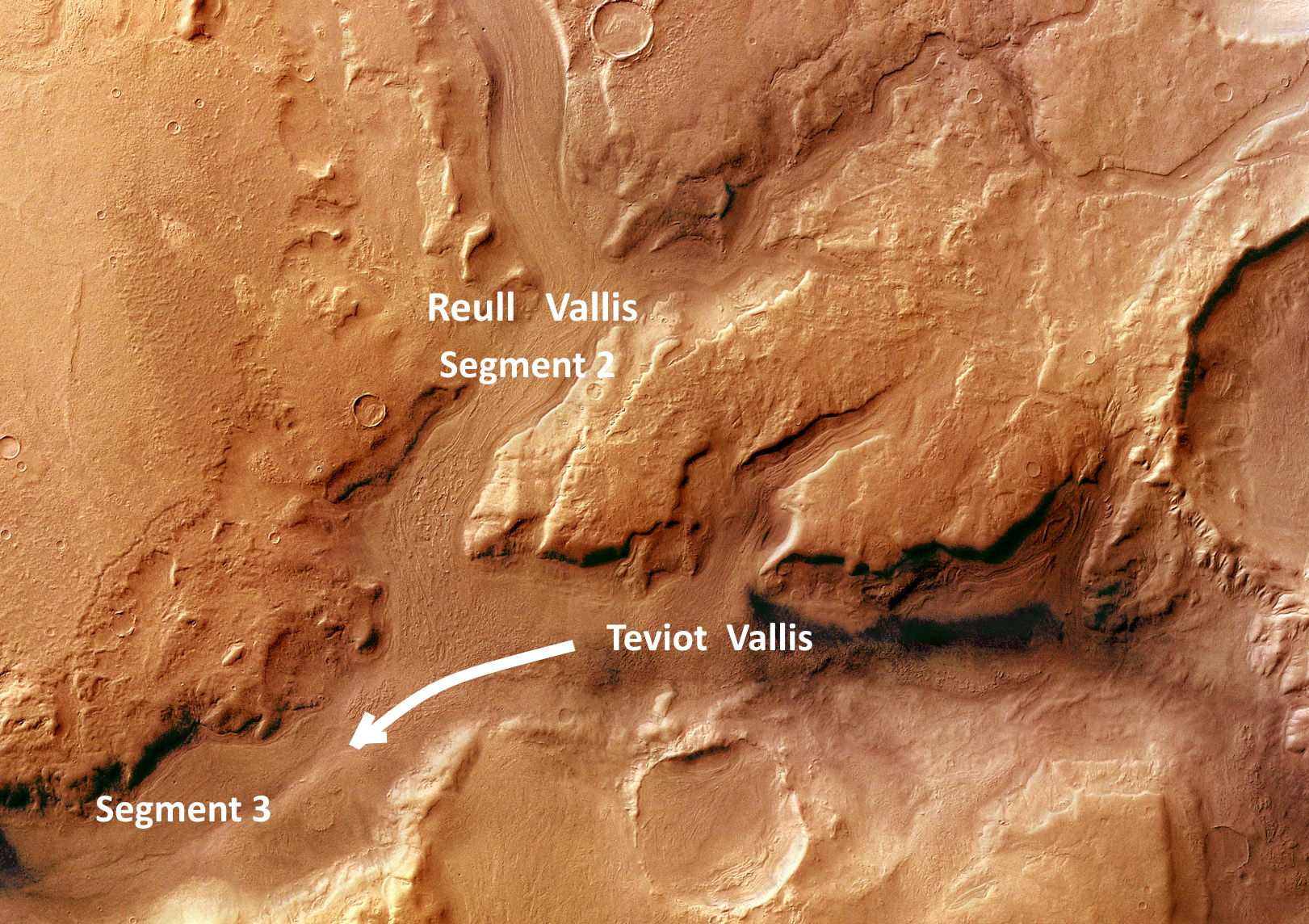
Vue partielle Reull Vallis par High Resolution Stereo Camera (HRSC) à bord de l'orbiteur Mars Express de l'ESA

Le système Reull Vallis présente une morphologie changeante entre ses vallées supérieure et inférieure. Elle a été préalablement divisée en trois segments, les nouvelles observations à l’aide de CTX Context Imager, HiRISE et HRSC permettent de distinguer au moins cinq parties. Dans la vallée supérieure Waikato Vallis ancien segment 1, début canal principal ancien segment 2, bassin de Morpheos et dans la vallée inférieure fin canal principal ancien segment 3 qui commence à la jonction de Teviot Vallis,.

## Galerie

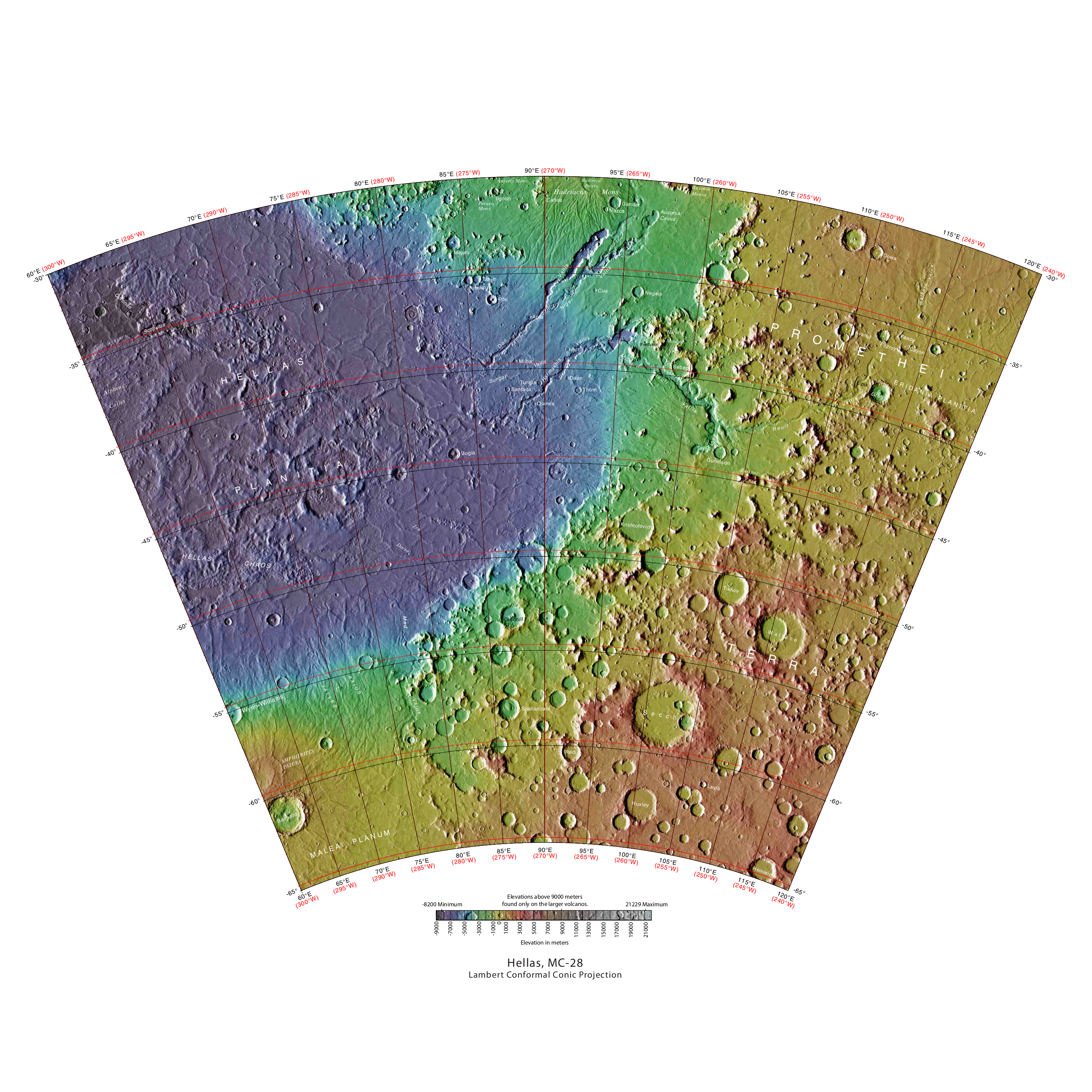
Quadrangle d'Hellas
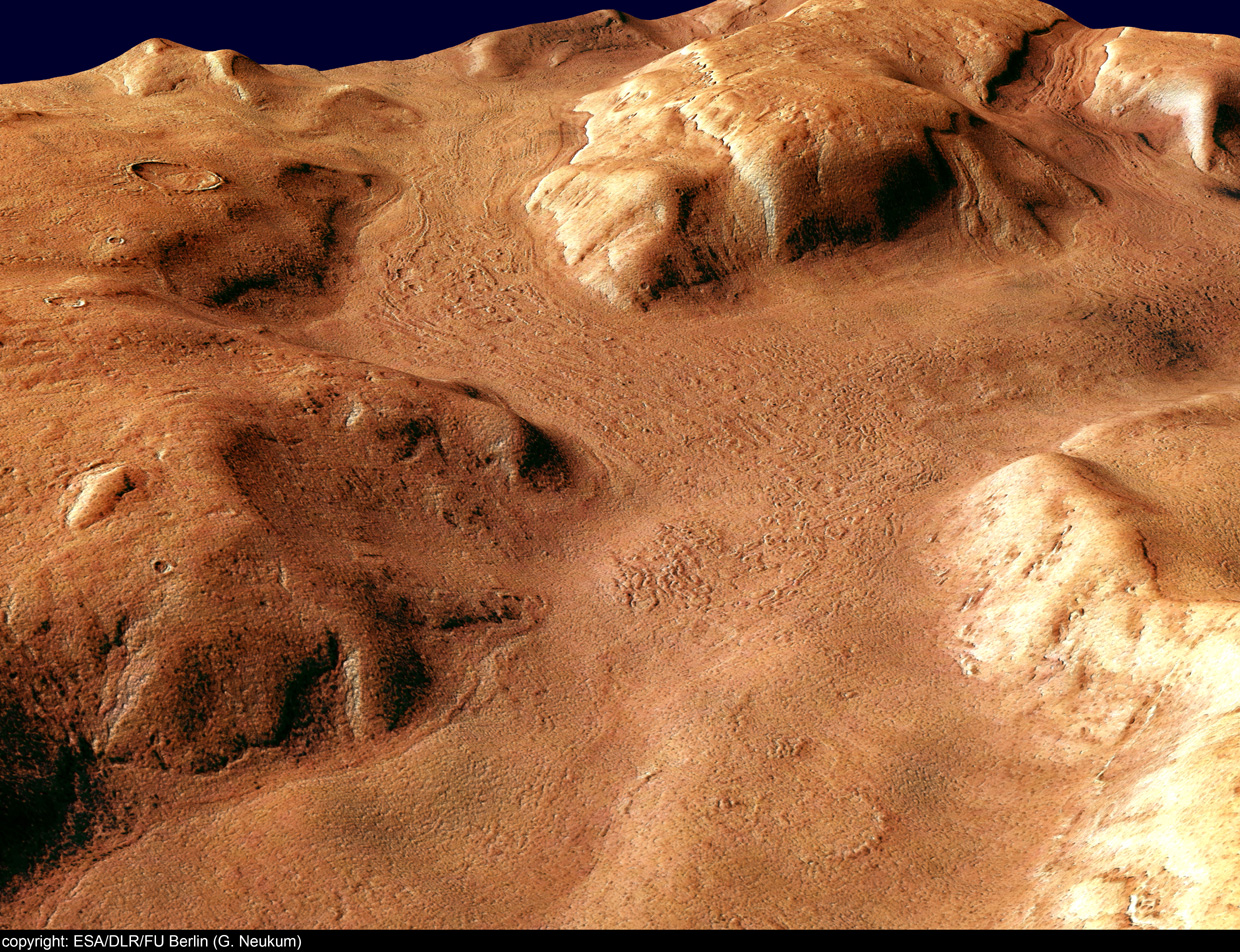
Vue perspective Reull Vallis sud-est
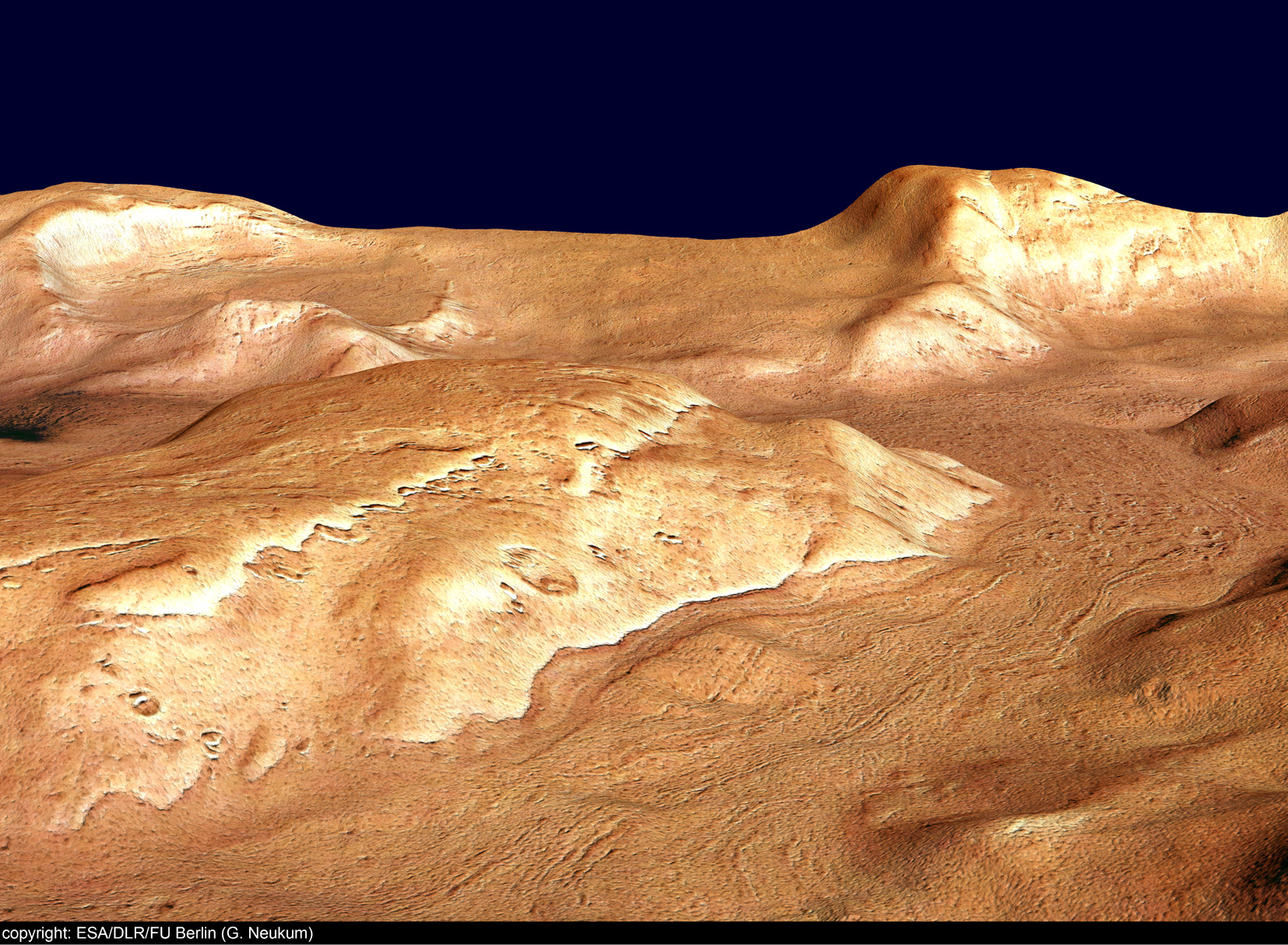
Vue perspective Reullis Vallis ouest